# Anna Powierza

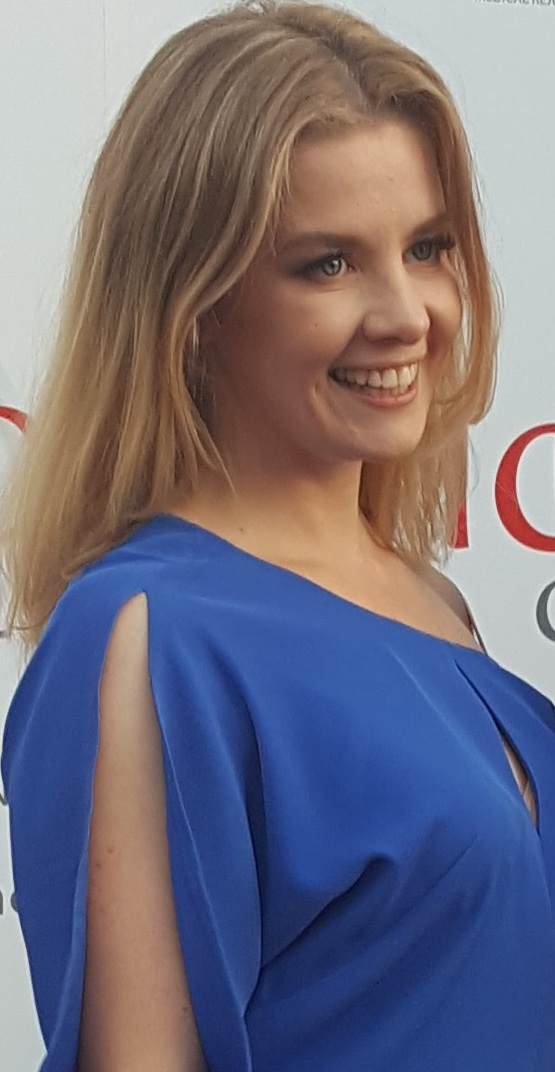
Anna Powierza (2017)

Anna Powierza (* 18. Dezember 1978 in Warschau, Polen) ist eine polnische Schauspielerin und ein Model.

## Leben
Sie ist Absolventin der Akademie für Katholische Theologie in Warschau an der Fakultät für Philosophie und Kunstgeschichte. Sie entschied sich jedoch für eine Karriere als Schauspielerin. Ihren ersten Auftritt hatte sie in Film Panna z mokrą głową. Bekannt ist sie vor allem für ihre Rollen in den Filmen Der Tag eines Spinners und Fräulein Niemand. Seit 2008 ist sie in der Soap Klan in der Rolle der Czesława Kot-Kurzawska zu sehen.
Neben ihrer Schauspielkarriere ist sie auch als Autorin aktiv. 2008 hat sie das Buches Jak zostać sławną (Wie man berühmt wird) veröffentlicht.
Anna Powierza ist Mutter einer Tochter namens Helenka. Nach der Geburt hatte Anna Powierza mit hormonellen Problemen zu kämpfen, sie litt an Hypothyreose.
Anna Powierza war sowohl im Playboy als auch in dem polnischen Männermagazin CKM mit einer Fotoserie vertreten.

## Filmografie
- 1994: Panna z mokrą głową
- 1994: Spółka rodzinna (TV-Serie)
- 1995: Awantura o Basie
- 1995: Nic śmiesznego
- 1996: Sukces (TV-Serie)
- 1996: Fräulein Niemand (Panna Nikt)
- 1998: Złoto dezerterów
- 1999: Ajlawju
- 2001: Listy miłosne
- 2002: Der Tag eines Spinners (Dzień świra)
- 2005: Klinika samotnych serc (TV-Serie)
- 2005: Spadek
- 2006: Kochaj mnie, kochaj! (TV Mini-Series)
- 2008: Klan (TV-Soap)
- 2017: Na układy nie ma rady